# Xanthoparmelia cotopaxiensis
Xanthoparmelia cotopaxiensis är en lavart som beskrevs av T. H. Nash , Elix & J. Johnst. Xanthoparmelia cotopaxiensis ingår i släktet Xanthoparmelia och familjen Parmeliaceae.   Inga underarter finns listade i Catalogue of Life.